# Syngonanthus pulvinellus
Syngonanthus pulvinellus är en gräsväxtart som beskrevs av Harold Norman Moldenke. Syngonanthus pulvinellus ingår i släktet Syngonanthus och familjen Eriocaulaceae. Inga underarter finns listade i Catalogue of Life.